# Homalocantha zamboi
Homalocantha zamboi là một loài ốc biển, là động vật thân mềm chân bụng sống ở biển thuộc họ Muricidae, họ ốc gai.

## Hình ảnh

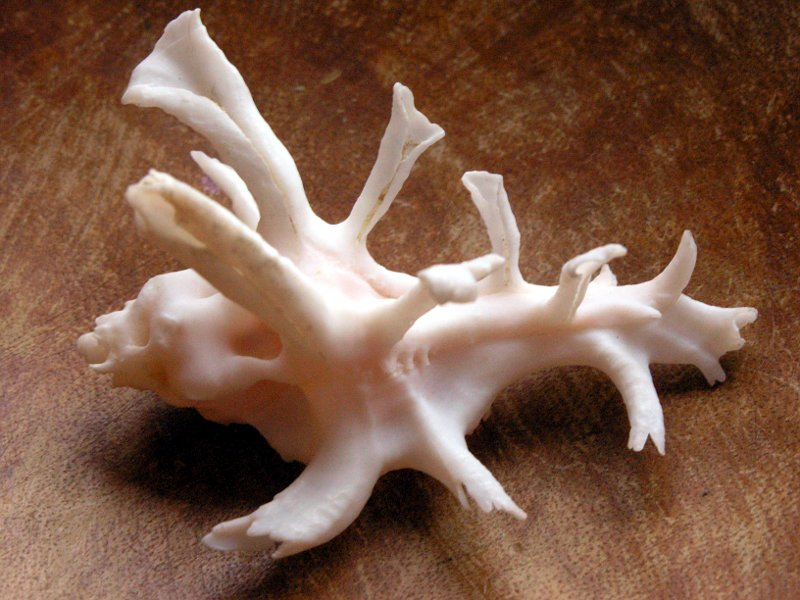
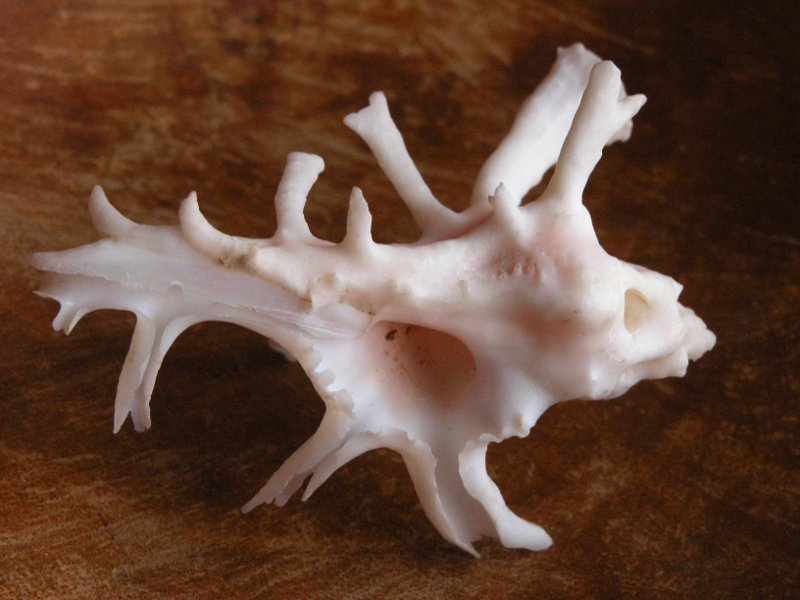

## Phân bố
Mascarene Basin